# 尼崎市立立花中学校
尼崎市立立花中学校（あまがさきしりつ たちばなちゅうがっこう）は、兵庫県尼崎市上ノ島町三丁目に所在する公立中学校。

## 沿革
- 1947年4月22日 - 開校式挙行
- 1961年9月26日 - 弥生前期住居跡、土器多数発見（上ノ島遺跡）
- 1963年1月19日 - 体育館竣工
- 1983年6月30日 - 格技室竣工
- 1986年6月25日 - 全館冷房開始
- 1990年6月30日 - 文部省より課外クラブ活動研究指定校に指定される
- 1995年1月17日 - 阪神・淡路大震災の被害を受け2号館の使用禁止。翌年度の教室はプレハブの使用を余儀なくされる

## 部活動

### 運動部
- 陸上競技部
- 野球部
- サッカー部
- バスケットボール部
- バレーボール部
- 女子ソフトテニス部
- 水泳部

### 文化部
- 吹奏楽部
- 茶華道部
- 美術部
- 農業部
- 文芸部
- 書道部

## 校区
- 尼崎市立立花小学校校区
- 尼崎市立立花北小学校校区
- 尼崎市立立花南小学校校区の一部（名神町、大西町、立花町）

## 交通
- JR西日本立花駅より北へ徒歩約10分
- 阪神バス「北雁替公園前」バス停より南へ徒歩6分

## 著名な卒業生
- 池山隆寛 - 元プロ野球選手（現東京ヤクルトスワローズ二軍監督）：1981年卒業
- 矢野勝也 - 漫才師「矢野・兵動」：1986年卒業
- 菊池宏之 - 元プロバスケットボール選手（最終所属チーム：高松ファイブアローズ）：1999年卒業
- 宮西尚生 - プロ野球選手（北海道日本ハムファイターズ所属）：2001年卒業

## 校区が隣接している学校
- 尼崎市立日新中学校
- 尼崎市立南武庫之荘中学校
- 尼崎市立塚口中学校
- 尼崎市立大成中学校